# Streckgubbe

En simpel streckgubbe

Streckgubbe är en förenklad bild av en reell eller fiktiv person, ritad med streck så att ingen del av kroppen utom huvudet har någon reell utbredning i rummet. Många barn ritar streckgubbar, vilket brukar ses som en del av den teckningsmässiga utvecklingen, men även vuxna gör det ibland när de på ett enkelt sätt vill illustrera något där människor skall förekomma.
Den tecknade filmfiguren Linus på linjen kallas ibland för streckgubbe, men han är ritad med konturlinjer kring en tänkt kropp, och är därför egentligen inte någon streckgubbe.
Det finns också en del program som man kan göra streckgubbsfilmer med på datorn, du ritar några bilder i rätt ordning sen läggs dom ihop och blir till en film, så kallad animation.